# Dattathreya Ramachandra Kaprekar
Dattathreya Ramachandra Kaprekar (* 17. Januar 1905 in Dahanu bei Bombay; † 1986 in Devlali, Maharashtra, Indien) war ein indischer Mathematiker, der die nach ihm benannten Kaprekar-Zahlen und Kaprekar-Konstanten sowie weitere Resultate auf dem Gebiet der Zahlentheorie entdeckte.

## Leben
Kaprekar wurde in Dahanu, einem Dorf bei Bombay, als Sohn eines Beamten geboren, der ein Liebhaber der Astrologie war. Er absolvierte die Sekundarschule in Thane und ein College in Pune. Nach dem Erwerb eines Bachelor of Arts an der University of Mumbai im Jahre 1929 führte er sein Studium nicht weiter und war während seines ganzen Berufslebens von 1930 bis 1962 als Schullehrer in Nashik in Maharashtra tätig. Er publizierte zahlreiche Beiträge über Magische Quadrate und ganze Zahlen mit besonderen Eigenschaften. 
Kaprekar arbeitete hauptsächlich für sich allein, und seine Ideen wurden zu Beginn von Mathematikern in Indien nicht ernst genommen. Er gewann jedoch internationale Berühmtheit, als Martin Gardner im Jahre 1975 einen Artikel über ihn im Scientific American veröffentlichte. Neben den von ihm entdeckten und nach ihm benannten Kaprekar-Zahlen und Kaprekar-Konstanten beschrieb er auch die so genannten Devlali-Zahlen sowie die Harshad-Zahlen.